# Örnungar
Örnungar är en svensk film om segelflygare från 1944 i regi av Ivar Johansson och med Lasse Dahlqvist och Alice Babs i huvudrollerna.

## Handling
Generalkonsul Tor Hedvalls dotter Marianne fyller 19 år och firar med en födelsedagsfest i hemmet med sina vänner. 
Erik Stenström är civilingenjör och segelflygentusiast, han har flera gånger sökt generalkonsuln för att be om ett bidrag till sin segelflygklubb Vingarna. Han försöker även denna afton finna honom i hans hem, men utan lycka. 
Lycklig blir inte heller generalkonsuln när han kommer hem och finner dotterns vilda fest.

## Produktion, censur och premiär
Filmen spelades in på Ålleberg. De flygningar man ser Alice Babs utföra gjorde hon själv, eftersom hon vid inspelningstillfället redan innehade segelflygscertifikat. Lasse Dahlqvist skrev melodin Gå upp och pröva dina vingar för filmen.
Filmen granskades av Statens biografbyrå 6 oktober 1944, bara tre dagar före premiären, och åldersgränsen sattes då till 15 år. Men eftersom filmen riktade sig till ungdomar bad filmbolaget om en ny granskning direkt efter premiären. Vid omgranskningen 14 oktober 1944 gick filmcensorerna med på att klassa filmen som barntillåten under förutsättning att det gjordes två klipp om sammanlagt 96 sekunder i filmens första akt: i en scen när det dricks cocktail och i en scen där det förekommer svordomar.
Filmen hade premiär på biografen Skandia i Stockholm 9 oktober 1944.

## Rollista (i urval)
- Alice Babs - Marianne Hedvall
- Lasse Dahlqvist - Erik Stenström, civilingenjör
- Sten Lindgren - generalkonsul Tor Hedvall, Mariannes far
- Stina Ståhle - Ester Lindeborg, senare fru Hedvall
- Curt Masreliéz - greve Gunnar Gyllencrona
- Margareta Fahlén - Maj-Britt
- Kaj Hjelm - Olle "Myggan" Svensson, segelflygare
- Margaretha Bergström - Gullan Bring
- Rune Halvarsson - Fingal Svensson, journalist och segelflygare
- Harriett Philipson - Cecilia "Cissi" Käck
- Åke Hylén - Olle Fryklöf
- Julia Cæsar - Hulda, Hedvalls hushållerska
- Carl Hagman - majoren, Hedvalls granne
- Per Oscarsson - en ung man

## Musik i filmen
- Cocktail Swing, musik och text Lasse Dahlqvist, sång Alice Babs
- Ja, må han leva!
- Sveriges flagga (Flamma stolt mot dunkla skyar), musik Hugo Alfvén, text Karl Gustav Ossiannilsson, instrumental.
- Där björkarna susa sin milda sommarsång (musik Oskar Merikanto, text Viktor Sund, instrumental.
- Gå upp och pröva dina vingar, musik och text Lasse Dahlquist, sång Lasse Dahlquist, Alice Babs och Kaj Hjelm

## DVD
Filmen gavs ut på DVD 2014.